# Pseudogynoxys filicalyculata
Pseudogynoxys filicalyculata là một loài thực vật có hoa trong họ Cúc. Loài này được (Cuatrec.) Cuatrec. miêu tả khoa học đầu tiên năm 1955.